# William Woodworth
William Woodworth war ein US-amerikanischer Politiker. Zwischen Dezember 1860 und Januar 1861 war er für etwa zwei Wochen kommissarischer Bürgermeister der Stadt Los Angeles in Kalifornien.
Über William Woodworth gibt es so gut wie keine verwertbaren Quellen. Sicher ist nur, dass er zumindest zeitweise in Los Angeles lebte und Mitglied der Demokratischen Partei war. Nach dem Tod von Bürgermeister Henry Mellus wurde er kommissarischer Bürgermeister der Stadt. Dieses Amt bekleidete er zwischen dem 26. Dezember 1860 und dem 7. Januar 1861. Dann trat der neu gewählte Damien Marchesseault das Amt an, das er bereits vor Mellus ausgeübt hatte. Nach dem Ende seiner kurzen Zeit als kommissarischer Bürgermeister verliert sich die Spur von William Woodworth wieder.